# Edale
Edale (pron. /ˈiːdeɪl/; 300 ab. ca.) è un villaggio con status di parrocchia civile della contea inglese del Derbyshire (Midlands Orientali, Inghilterra centro-settentrionale), facente parte del parco nazionale del Peak District e - dal punto amministrativo - del distretto di High Peak.

## Geografia fisica

### Collocazione
Edale si trova nella parte centrale del parco nazionale del Peak District e, più precisamente, nella Hope Valley, tra il White Peak e il Dark Peak e tra le località di Hayfield e Hope (rispettivamente a sud-est della prima e a nord-ovest della seconda), a circa 25 km a nord-ovest del villaggio di Eyam.

## Società

### Evoluzione demografica
Al censimento del 2001, la parrocchia civile di Edale contava una popolazione di 316 abitanti.

## Architettura

### Edifici e luoghi d'interesse
- Church of Holy & Undivided Trinity

|  |  |  |